# Joaquim Policarpo Aranha
Joaquim Policarpo Aranha, primeiro e único Barão de Itapura (Ponta Grossa, 1809 — Campinas, 6 de janeiro de 1902) foi um político e proprietário rural brasileiro. Era também conhecido como "Nenê Aranha".

## Biografia
Foi um dos expoentes da política e da agricultura da cidade de Campinas durante o ciclo do café, no século XIX, e tanto ele como seu irmão Manuel Carlos Aranha, futuro Barão de Anhumas, se tornaram grandes proprietários, dos mais ricos do município. Foi vereador da câmara municipal de Campinas no triênio 1845–1848, quando, em 1846, recepcionou o então jovem imperador D. Pedro II, quando da visita deste a Campinas.

## Família

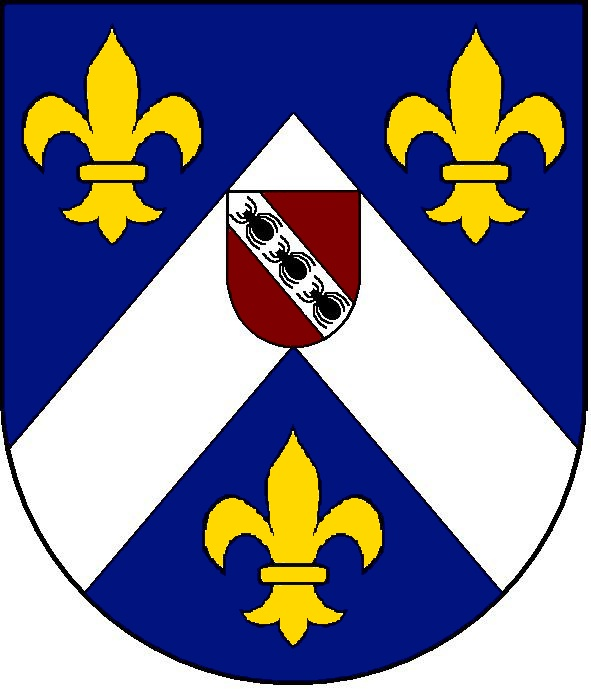
Armas do Barão de Itapura, as mesmas da Família Aranha.

A ascendência do Barão de Itapura remonta aos primórdios da Monarquia francesa, havendo sido Hugo Capeto (Chartres, 0941 - Les Juifs,  0996) um de seus avoengos e por decorrência El Rei Dom Afonso Henriques (Viseu,1109 - Coimbra, 1185) e D. Mafalda de Sabóia, primeiros reinantes em Portugal. Estudos a respeito de Joaquim Policarpo Aranha, Barão de Itapura, assim como de seu irmão Manuel Carlos Aranha, Barão de Anhumas, e da irmã Maria Aranha, supõem tenham sido tutelados do sesmeiro José Francisco Aranha Barreto de Camargo. Os barões eram parentes de suas mulheres, ambas irmãs do Marquês de Três Rios e netas de Joaquim Aranha Barreto de Camargo, pai da Viscondessa de Campinas e proprietário da Sesmaria Engenho Mato Dentro, com 1151 alqueires, a qual foi famosa pela mudança do cultivo da cana-de-açúcar para o café, inclusive com pioneirismo da exportação. José Francisco Aranha Barreto de Camargo, possuía propriedade na margem esquerda do Médio-Atibaia, mas suas terras transpuseram o rio, por compra, da Sesmaria Engenho Atibaia, com 2247 alqueires, declarado em "Bens Rústicos", de 1818, sendo que esse latifúndio foi rebatizado como "Fazenda Atibaia". No engenho Atibaia foi construído o Solar Barreto de Camargo, de quem foram os barões de Itapura e de Anhumas, legatários por testamento em 1830, sendo que mais tarde passou à propriedade total do Barão de Itapura, que abandonou o solar, deixando-o deteriorar-se até desmoronar totalmente. José Francisco, segundo biógrafos, viúvo de Mariana de Assis Barreto de Camargo, dedicou-se o sesmeiro à visitação diocesana.
Os irmãos Joaquim Aranha Barreto de Camargo, José Francisco Aranha Barreto de Camargo e Maria Francisca Aranha de Camargo (casada com Pedro de Sousa Campos), de cujo casamento se originou a família Sousa Aranha, eram filhos do tenente coronel Francisco Barreto Aranha e de Mônica Barreto de Camargo, sendo esta, bisneta do bandeirante Capitão Fernão de Camargo, "O Tigre" (São Paulo, 1595-1679).
Joaquim Egídio de Sousa Aranha, Marquês de Três Rios, era cunhado e primo dos barões de Itapura e de Anhumas, tendo sido uma figura proeminente em Campinas e São Paulo, onde exerceu posição relevante como Presidente de Província, por três ocasiões.

## Casamento e descendência
Casou-se aos 34 anos com sua prima em segundo grau Libânia de Sousa Aranha (6 de junho de 1829 – Campinas, 8 de janeiro de 1921), filha do coronel Francisco Egídio de Sousa Aranha, natural de Santos, e de Maria Luzia de Sousa Aranha, Viscondessa de Campinas, natural de Ponta Grossa. O casamento foi aos 6 de fevereiro de 1843, no mesmo dia do primeiro casamento de seu irmão, Manuel Carlos Aranha, mais tarde, Barão de Anhumas, com sua prima Ana Teresa de Sousa Aranha na capela da sede do Engenho Fazenda Mato Dentro, em Campinas, de propriedade de seus sogros,  pioneiros na introdução do café na região.
Tiveram seis filhos:
- Joaquim Policarpo Aranha Junior
- Manuel Carlos de Sousa Aranha Sobrinho[15]
- José Francisco de Sousa Aranha,[16] que se casou com sua prima Luísa, filha de Joaquim Paulino Barbosa Aranha e de Brasília de Melo
- Alberto Egídio de Sousa Aranha,[17] casado com sua prima Isolina, filha do mesmo casal, Joaquim Paulino Barbosa Aranha e de Brasília de Melo
- Isolethe Augusta de Sousa Aranha[18]

## Propriedades
Foi proprietário, dentre outras, da Fazenda Sete Quedas, da Fazenda Bom Retiro, da Fazenda Chapadão (mais tarde passada à propriedade do Exército), onde se localiza a 11ª Brigada de Infantaria Leve (GLO). Nas proximidades estão o Instituto de Tecnologia de Alimentos, a Fazenda Santa Elisa, pertencente Fazenda Dois Córregos, Fazenda Santa Teresa e Fazenda Atibaia, cuja soma das quatro últimas chegava a 830:000$000 (oitocentos e trinta contos de réis). A Fazenda Atibaia era vizinha da Fazenda Tanquinho (depois Fazenda Santa Maria), separadas pelo Rio Atibaia, esta sendo de propriedade de seu irmão, Manuel Carlos Aranha, barão de Anhumas. A Fazenda Atibaia produzia, em 1851, 8 mil arrobas de café e, em 1883 possuía 300 mil pés de café em terra massapé, com máquina de benefício à água e terreiro de terra branca. O barão de Itapura e a baronesa consorte, com partilha em vida, em 1890, destinaram a fazenda a dois filhos, Joaquim Policarpo Aranha Júnior e Manuel Carlos de Sousa Aranha, tornando-se, mais tarde, o primeiro seu proprietário exclusivo, e tendo, em 1900, produção de 15 mil arrobas de café. Em vida Joaquim Policarpo Júnior, falecido em 1925, vendeu a fazenda à sua irmã, Isolethe Augusta de Sousa Aranha. Joaquim Policarpo Júnior foi proprietário, em 1914, da Fazenda São José da Boa Vista (Valinhos).

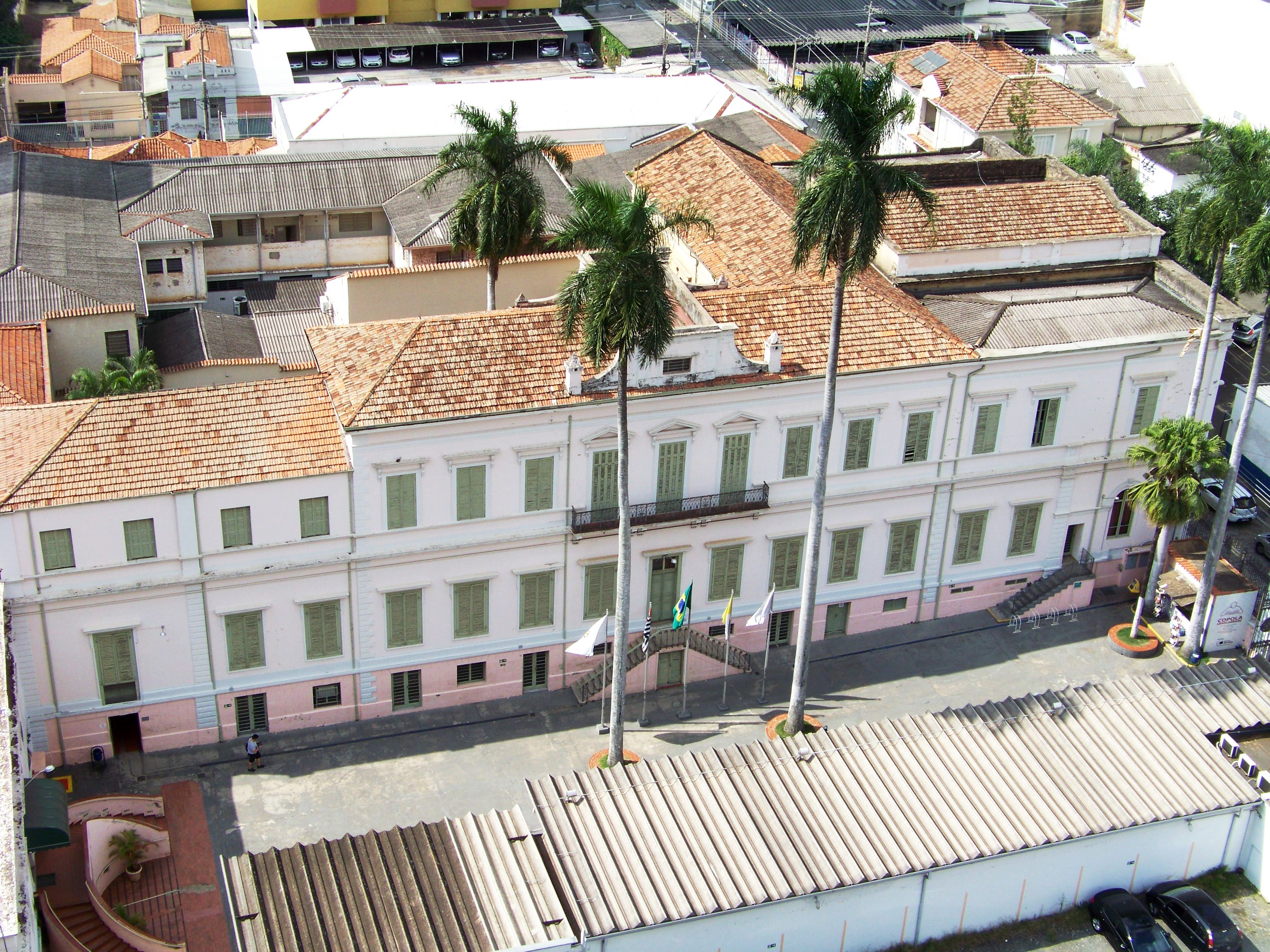
Palacete Itapura visto do alto.

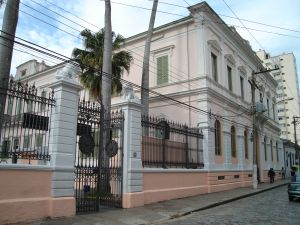
Vista lateral do Palacete Itapura.

Seu solar, o "Palácio Itapura", na rua Marechal Deodoro nº 1099 (antiga Rua do Imperador nº 28), obra do renomado construtor florentino Luigi Pucci, expressão fiel da arquitetura do fim do Império, de estilo clássico, imponente, contendo 227 cômodos, com as janelas em semicírculos no seu andar inferior, tendo sido concluído em 1883. Por ocasião do falecimento do Barão de Itapura, o palácio foi avaliado em 100:000$000 (cem contos de réis). Nele residiram os barões desde 1883 até falecerem. Parte integrante da história de Campinas, o Palácio Itapura é um exemplar da arquitetura do café que, depois do Palácio dos Azulejos, talvez seja o exemplar mais importante dos Barões do Café. Além disso representa um período de grande significado econômico, político e social na história do Brasil, o prédio possuindo ao seu redor uma grande chácara que se estendia por muitas das atuais ruas Campineiras. Nesta residência assinaram a partilha dos bens, onde, além do palácio, a casa na rua do Góes, (depois rua Cesar Bierrenbach), a Fazenda Chapadão, passada mais tarde ao filho Alberto Egídio de Sousa Aranha, e Fazenda Dois Córregos, em Campinas, e, fora do município, as fazendas Santa Teresa, Vila Velha, São João da Glória e Guaipurica, deixando fora da partilha as fazendas Bom Retiro, Atibaia e outros bens. A Fazenda Recreio foi de propriedade de seu filho José Francisco de Sousa Aranha por sucessão de seu sogro Joaquim Paulino Barbosa Aranha.
Com a morte da baronesa consorte, em 1921, foi o Palácio Itapura herdado pela caçula e única filha do casal, Isolethe Augusta de Sousa Aranha ("dona Iaiá"), que ali residiu até o final da década de 1930. Em 1935, a filha do barão de Itapura alugou o edifício para a Arquidiocese de Campinas, passando o solar a ser habitado pelas Irmãs Missionárias de Jesus Crucificado, enquanto Isolethe Augusta e sua família passaram a viver numa casa na avenida Francisco Glicério vizinha ao casarão. Em 1941, o Palácio Itapura passou a abrigar a Faculdade de Ciências, Filosofia e Letras, um dos braços das Faculdades Campineiras e embrião da PUC.
Apenas em 1952 o edifício é definitivamente transferido para a Arquidiocese de Campinas por meio de uma venda, com valor simbólico feita pela proprietária, sendo feita em virtude de uma promessa feita a Nossa Senhora Aparecida. No palácio, foi instalada a Pontifícia Universidade Católica de Campinas, em 1955, tombado pelo Condephaat em 1983 e pelo Condepacc, em 1988, bem como pelo Iphan. O Pátio dos Leões do solar foi o local onde a Universidade nasceu.
Outra propriedade do Barão de Itapura, já na propriedade de sua filha, Isolethe Augusta de Sousa Aranha, um terreno de vinte mil metros quadrados situado no bairro Guanabara, em Campinas, foi cedido por sua filha com permissão de uso gratuito ao Guarani Futebol Clube, onde foi o primeiro espaço próprio deste clube de futebol. Isolethe Augusta foi tia de um dos pioneiros do clube, Egídio de Sousa Aranha. Egídio de Sousa Aranha teve papel importantíssimo na história do Guarani, pois conseguiu convencer a tia a vender o terreno, de cerca de 20 mil metros quadrados, a um preço irrisório de 900 réis o metro.

## Títulos e homenagens
Joaquim Policarpo Aranha foi Comendador da Imperial Ordem da Rosa e Capitão da Guarda Nacional. Recebeu o título de Barão, concedido aos 19 de janeiro de 1883, por D. Pedro II. Sua mulher, Libânia de Sousa Aranha, não recebeu o baronato, tendo sido baronesa consorte de Itapura.
Homenageado em Campinas com o logradouro avenida Barão de Itapura, sua mulher com o rua Dona Libânia e sua filha com o rua Isolethe Augusta de Sousa Aranha.